# PPHLN1
PPHLN1‏ (Periphilin 1) هوَ بروتين يُشَفر بواسطة جين PPHLN1 في الإنسان.